# كالوم ويلسون (لاعب كرة قدم مواليد 2004)
كالوم ويلسون (بالإنجليزية: Callum Wilson)‏ هو لاعب كرة قدم بريطاني، ولد في 29 فبراير 2004.